# حضض شاحب
حُضَض شاحب أو عُرْقُد شاحب هو نوع من النباتات المزهرة في فصيلة الباذنجانيات. موطنها الأصلي شمال المكسيك وجنوب غرب الولايات المتحدة. يمكن العثور عليها في المكسيك في سُنُورَة وشِوَاوة وزكَاتيكَس وسان لويس بوتوسي. يوجد في الولايات المتحدة من كلفرنية إلى تكساس وإلى أقصى الشمال مثل يوتة وكُلرادة.

## الوصف
تطول هذه الشجيرة من 1–3 متر (3 قدم 3 بوصة–9 قدم 10 بوصة). وهي مجموعة كثيفة من الفروع المنتشرة أو المنتصبة الشوكية. يمكن أن تشكل غيلًا كثيفاً. الأوراق شاحبة ما يعطي النبات اسمه. الزهور منفردة أو محمولة في أزواج. وهي على شكل قمع و «لونها أصفر كريمي إلى أخضر مصفر» أو «كريمة مخضرة، أحيانًا ما تكون مشوبة باللون الأرجواني». إنها عطرة وتؤبرها الحشرات.  الثمرة لبية حمراء لامعة بيضاوية الشكل تحتوي على ما يصل إلى 50 بذرة. يتكاثر النبات بالبذور ويمكن أن ينتشر أيضًا عن طريق العقل والسرطنة والترقيد.

## الاستخدامات
استخدم السكان الأصليون في الأمريكيتين النبات لعدد من الأغراض الطبية وغيرها. استخدمه نافاجو لمعالجة ألم الأسنان. لقد اعتبروه نباتًا مقدسًا وضحوا به للآلهة. استخدمت عدة مجموعاتٍ الفاكهةَ طعاماً عن طريق تناولها طازجة أو مطبوخة أو مجففة، وتناولها ممزوجة الصلصال، وغليها في شراب، وتحويلها إلى مشروبات. يؤكل التوت نيئًا بين شعب الزوني عندما يينع أو مسلوقًا وأحيانًا محلى. أوراق الأرضية والأغصان والزهور تعطى للمحاربين لحمايتهم أثناء الحرب.